# Nomexy
Nomexy – miejscowość i gmina we Francji, w regionie Grand Est, w departamencie Wogezy.
Według danych na rok 1990 gminę zamieszkiwały 2242 osoby, a gęstość zaludnienia wynosiła 282 osób/km² (wśród 2335 gmin Lotaryngii Nomexy plasuje się na 191. miejscu pod względem liczby ludności, natomiast pod względem powierzchni na miejscu 749.).